# 大山日出男
大山 日出男（おおやま ひでお、1956年9月28日 - ）は、日本のジャズ・アルトサクソフォーン奏者。福岡県博多出身。

## 略歴
ジャズのクラリネット奏者ベニー・グッドマンや鈴木章治を愛聴する父の影響で、11歳のときにクラリネットを始め、高校のブラスバンド入部後にアルト・サックスを始め、福岡市内のジャズ喫茶でジャズのレコードを多く聴く。「音楽家の道を進もうと決意」し、東京芸術大学音楽学部器楽科サキソフォーン専攻科に進学する。キャバレーのバンドでの演奏から始め、チャーリー石黒と東京パンチョスやダン池田とニューブリードに所属して演奏技術向上に励み、1982年に渡米してジャズ演奏の研鑽を続け、日本に帰国後1983年に岡本章夫とゲイスターズに入団し、その後1986年に原信夫とシャープス&フラッツに入団した。1986年にはリーダーとして4人編成のジャズ・グループを結成した。

## 作品
1998年7月に初リーダー・アルバム『アーバン・スィート』がキングレコードのPaddle Wheelレーベルから発売された。メンバーは大山のアルトサクソフォーンの他にピアノ元岡一英、ベース上村信、ドラムス井川晃の4人で、主流派のモダン・ジャズ様式で演奏されている。
リーダー・アルバムの他にジャズピアニスト明田川荘之（あけたがわ しょうじ）が主宰する音盤レーベルであるメタ花巻アケタから2019年3月に発売された、ドラムス奏者マイク・レズニコフ名義の4人編成による2017年に録音されたアルバム『MIKE'S JAZZ QUARTET / NOSTALGIA IN TIMES SQUARE』にアルトサクソフォーン奏者として参加した。タイトル曲としてチャールズ・ミンガス作曲「Nostalgia in Times Square」がアルバム冒頭に収録されている。

### リーダー・アルバム一覧
|     | 発売年 | タイトル                               | レーベル                      |
| --- | ------ | -------------------------------------- | ----------------------------- |
| 1st | 1998年 | アーバン・スィート                     | キングレコード (Paddle Wheel) |
| 2nd | 2000年 | ワンス・アイ・ラブド〜ライブ・イン尾道 | ナチュラルサウンド            |
| 3rd | 2001年 | アジアン・モダニズム                   | ピー・エス・シー              |
| 4th | 2002年 | シルバー・ロード                       |                               |
| 5th | 2005年 | ソウル・アイズ                         | H&H Lab                       |
| 6th | 2007年 | QUARTET                                | スキップレコード              |
| 7th | 2019年 | STUDY IN BLUE                          | Anturtle Dede                 |

## 主な執筆

### 著書
- 『ジャズボイスの研究 JAZZ VOICE Study in Blue』アルソ出版、2013年。ISBN 978-4873122809。
- 『ピアノ伴奏で吹くアルト・サックス：ジャズ・スタンダード編』リットーミュージック、2013年。ISBN 978-4845622894。
- 『ピアノ伴奏で吹くアルト・サックス：ジャズ史に残る名盤トリビュート編』リットーミュージック、2016年。ISBN 978-4845627981。
- 『3年後、確実にジャズ・サックスが吹ける練習法』リットーミュージック、2020年。ISBN 978-4845634705。

### 雑誌掲載
- 「楽器別JAZZマスター事典 アルト・サックスに強くなる」『Swing Journal』1998年7月号、スイングジャーナル社[14]。
- 『THE SAX』アルソ出版 - ジャズ講座連載を10年ほど継続。「現代的なアドリブに不可欠なペンタトニック・スケールに関しての講座」[10]などを連載した。